# Джерри Магуайер
«Джерри Магуайер» (англ. Jerry Maguire) (1996) — спортивная комедийная драма режиссёра Кэмерона Кроу, снятая по собственному сценарию, с Томом Крузом в главной роли. За работу в фильме Том Круз удостоился премии «Золотой глобус», а Кьюба Гудинг-младший — «Оскара».
По версии Американского института киноискусства картина занимает 100-е место в списке 100 страстей, 25-е («Покажи мне деньги!»), 52-е («Я была твоя уже на „здрасьте“») места в 100 киноцитат и 10-е место в списке «10 лучших фильмов о спорте» 10 фильмов из 10 жанров.

## Сюжет
Джерри Магуайер (Том Круз) — блестящий 35-летний спортивный агент, работающий в Sports Management International (SMI). Суммарно контракты его клиентов составляют 18 миллионов долларов. После разговора с сыном травмированного игрока, Джерри пересматривает взгляды на жизнь и карьеру. Джерри пишет 25-страничную миссию фирмы «То, о чём мы думаем, но не говорим: Будущее нашего бизнеса» о нечестности в спортивном менеджменте и принципе индивидуального подхода к клиентам. За свой «крик души» агент удостаивается аплодисментов офисных работников.
В самолёте Дороти Бойд (Рене Зеллвегер), 26-летняя вдова, работающая в бухгалтерии компании и растящая сына Рэя (Джонатан Липники), слышит, как Магуайер рассказывает о знакомстве со своей девушкой. В аэропорту он помогает ей отыскать сына, залезшего на конвейер для багажа, девушка восхищается его докладом. На мальчишнике друзья монтируют для Джерри фильм, в котором об отношениях с агентом рассказывают его любовницы разных возрастов. В свою очередь, руководство SMI решает отправить Боба Шугара (Джей Мор), протеже Джерри, уволить его, что тот делает с лицемерной улыбкой в кафе перед массой народа, дабы Джерри не закатил скандал. И Джерри, и Шугар пытаются убедить всех клиентов Джерри не подписывать контракт с конкурентом. Джерри говорит с игроком «Аризона Кардиналс» Родом Тидуэллом (Кьюба Гудинг), недовольным контрактом. Ради беременной жены Марси и малолетнего сына Тайсона, ему нужен контракт на 10 миллионов долларов. Джерри сообщает ему, что если он будет травмирован в течение сезона, то не получит денег от команды. Род проверяет решимость Джерри во время очень продолжительного телефонного разговора, повторяя «Покажи мне деньги!» в то время как Шугар смог убедить остальных клиентов Джерри остаться в SMI.
Уходя из офиса, Джерри объявляет, что у него будет свое собственное агентство, и, забрав аквариумную рыбку, предлагает присоединиться к нему. Соглашается только Дороти. Тем временем, Фрэнк «Куш» Кушмен (Джерри О’Коннелл), перспективный квотербек, который согласно прогнозам будет выбран под номером один на драфте НФЛ, сначала также остается с Джерри после того, как тот посетил его семью. Тем не менее, Шугар смог убедить Кушмена и его отца Мэтта подписать контракт с SMI за день до драфта. Мэтт говорит, что они решили подписать контракт с Шугаром, когда узнали, что Джерри «был в вестибюле с чёрным парнем».
После ссоры Джерри расстается со своей недовольной невестой Эйвери (Келли Престон), которая в гневе бьёт его по лицу. Затем он знакомится ближе с Дороти, заводит дружбу с её сыном. Хотя Джерри не нравится её сестре Лорел (Бонни Хант), шутливо разговаривающей с позвонившим Родом, в итоге он начинает отношения с Дороти.
Джерри сосредотачивает все свои усилия на Роде, теперь его единственном клиенте, которого оказывается очень трудно удовлетворить. В течение следующих нескольких месяцев эти двое резко критикуют друг друга: Род говорит, что Джерри мог бы больше стараться ради его контракта, хотя тот обращался за помощью к своему другу Деннису Уилберну, не берущему спортсмена вследствие его агрессивности. В то же время Джерри заявляет, что Род не доказывает, что достоин денег, которые он просит. Джерри говорит Роду «Помоги мне помочь» тебе, что веселит игрока — за это он и любит своего агента.
Джерри и Дороти идут в ресторан, после чего тот ласкает девушку на пороге дома. После ухода няньки Чада, передавшего Магуайеру кассету с джазом, записанном в Стокгольме в 1963 году для лучшего настроя, любовники проводят вместе ночь. Лорел слышит возгласы влюблённых. Дороти защищает практически разорённого Джерри перед Родом и Марси, Тидуэлл решает остаться с Джерри. Дороти обдумывает переезд в Сан-Диего из-за перспективной работы и почти уезжает, однако Джерри внезапно делает той предложение пожениться, дабы сократить расходы на страховку и жильё. За этим наблюдает недовольная Лорел. Род поёт на свадьбе.
Один из споров друзей касается непопулярности Рода, он кажется фанатам отчужденным. Тидуэлл принимает совет Джерри — ему нужно доказать, что он достоин своего контракта. Он играет хорошо, а его команда побеждает. У Марси начинаются схватки в кафе. Между тем, брак Джерри с Дороти постигает кризис, они решают разойтись.
Во время футбольного матча в понедельник вечером между Кардиналами (красные) и Даллас Ковбойз (белые). Род (№ 85), за которым по телевизору наблюдают многочисленные родственники, хорошо играет, но, кажется, получает серьёзную травму головы или позвоночника при победном тачдауне, обеспечивая место для команды в плей-офф впервые за 21 год. Джерри успокаивает Марси по телефону. Однако вскоре он приходит в себя и танцует для ликующей толпы. После этого Джерри и Род обнимаются перед журналистами и спортивными агентами, показывая, как их отношения перешли от сугубо деловых к личным, что было одним из пунктов в заявлении о миссии Магуайера
Джерри летит домой, чтобы встретиться с Дороти, как обычно посещающей девичник разведённых женщин-мужененавистниц, и перед всеми говорит ей о любви, пара воссоединяется. Род появляется на спортивном шоу Роя Файерстоуна, в котором обсуждается его нелёгкая жизнь — уход отца, не оставившем денег, перед Рождеством, работа матери уборщицей в тюрьме для оплаты колледжа сына, потеря старшим братом ноги в столкновении с расистами. Выясняется, что без его ведома Джерри заключил с Кардиналами контракт на 11,2 миллиона долларов, что позволит Роду закончить свою профессиональную футбольную карьеру в Аризоне. Род со слезами на глазах эмоционально благодарит жену, детей, братьев, и особенно Джерри.
На семейной прогулке Рэй бросает бейсбольный мяч в воздух, удивляя Джерри. Фильм заканчивается словами Дика Фокса: «Я не сумею научить вас, как жить, потому что я тоже знал взлёты и падения. Но я люблю жену, люблю свою жизнь, и желаю того же и вам».

## В ролях
- Том Круз — Джерри Магуайер, спортивный агент
- Кьюба Гудинг-младший — Род Тидуэлл, игрок клуба «Аризона Кардиналс»
- Рене Зеллвегер — Дороти Бойд, сотрудница Джерри
- Келли Престон — Эйвери Бишоп, невеста Джерри
- Джерри О’Коннелл — Фрэнк «Куш» Кушмен, перспективный квотербек
- Джей Мор — Боб Шугар, протеже Джерри
- Бонни Хант — Лорел Бойд, сестра Дороти
- Реджина Кинг — Марси Тидуелл, жена Рода
- Джонатан Липницки — Рэй Бойд, сын Дороти
- Тодд Луизо — Чад, няня Рэя
- Эрик Штольц — Итан Волнир
- Тоби Хасс — Стив Римо
- Катарина Витт — камео[2][3][4]

## Съёмочная группа
- Режиссёр — Кэмерон Кроу
- Сценарист — Кэмерон Кроу
- Продюсеры: Джеймс Л. Брукс, Кэмерон Кроу, Лоуренс Марк, Ричард Сакай
- Оператор — Януш Камински

Производство компаний «Gracie Films» и «TriStar Pictures». Прокат компанией «TriStar Pictures».

## Саундтрек
| №                   | Название                                        | Автор(ы)                        | Исполнитель(ли)     | Длительность |
| ------------------- | ----------------------------------------------- | ------------------------------- | ------------------- | ------------ |
| 1.                  | «The Magic Bus»                                 | Pete Townshend                  | The Who             | 7:35         |
| 2.                  | «Sitting Still Moving Still Staring Outlooking» | Warren Defever                  | His Name is Alive   | 3:21         |
| 3.                  | «Getting in Tune»                               | Pete Townshend                  | The Who             | 4:46         |
| 4.                  | «Pocketful of Rainbows»                         | Fred Wise, Ben Weisman          | Elvis Presley       | 3:15         |
| 5.                  | «World on a String»                             | Neil Young                      | Neil Young          | 2:25         |
| 6.                  | «We Meet Again (theme from Jerry Maguire)»      | Nancy Wilson                    | Nancy Wilson        | 3:04         |
| 7.                  | «The Horses»                                    | Rickie Lee Jones, Walter Becker | Rickie Lee Jones    | 4:48         |
| 8.                  | «Secret Garden»                                 | Bruce Springsteen               | Bruce Springsteen   | 4:28         |
| 9.                  | «Singalong Junk»                                | Paul McCartney                  | Paul McCartney      | 2:36         |
| 10.                 | «Wise Up»                                       | Aimee Mann                      | Aimee Mann          | 3:29         |
| 11.                 | «Momma Miss America»                            | Paul McCartney                  | Paul McCartney      | 4:05         |
| 12.                 | «Sandy»                                         | Nancy Wilson                    | Nancy Wilson        | 4:40         |
| 13.                 | «Shelter from the Storm (alternate version)»    | Bob Dylan                       | Bob Dylan           | 6:00         |
| Общая длительность: | Общая длительность:                             | Общая длительность:             | Общая длительность: | 54:32        |

### Музыка, не вошедшая в саундтрек[5]
- AC/DC — «For Those About to Rock (We Salute You)»
- Herb Alpert & The Tijuana Brass — «The Lonely Bull»
- The Durutti Column — «Requiem Again»
- L.V. — «The Wrong Come Up»
- Nirvana — «Something in the Way»
- Tom Petty — «Free Fallin'»
- The Replacements — «I'll Be You»
- The Rolling Stones — «Bitch»
- Merrilee Rush — «Angel of the Morning»
- Andy Partridge and Harold Budd — «Through the Hill»
- Альбом John Coltrane, Miles Davis, и Charles Mingus, исполняемый (Mingus' piece is «Haitian Fight Song»)

«Secret Garden», изначально трек Брюса Спрингстина с 1995 года, был переиздан в 1997 году после его экспозиции в фильме и саундтреке и достиг максимума в № 19 в Billboard Hot 100.

Музыка к фильму была написана тогдашней женой режиссёра Кроу, Нэнси Уилсон, которая является членом рок-группы Heart.

## Продакт-плейсмент
Тристар получил товарные и маркетинговые услуги в размере более 1,5 млн $ от Reebok в обмен на рекламу бренда Reebok в рамках определённых согласованных стандартов. Когда фильм транслировался по телевидению, рекламный ролик Reebok был встроен в фильм, как первоначально было согласовано.

## Награды и номинации
- 1996 — две премии Национального совета кинокритиков США: лучшая мужская роль (Том Круз), прорыв года (Рене Зеллвегер), а также попадание в десятку лучших фильмов года
- 1997 — две премии «Спутник»: лучшая мужская роль — комедия или мюзикл (Том Круз), лучшая мужская роль второго плана — комедия или мюзикл (Кьюба Гудинг-младший), а также номинация за лучшую женскую роль второго плана — комедия или мюзикл (Рене Зеллвегер)
- 1997 — премия «Золотой глобус» за лучшую мужскую роль — комедия или мюзикл (Том Круз), а также две номинации: лучший фильм — комедия или мюзикл, лучшая мужская роль второго плана (Кьюба Гудинг-младший)
- 1997 — премия «Оскар» за лучшую мужскую роль второго плана (Кьюба Гудинг-младший), а также 4 номинации: лучший фильм (Джеймс Л. Брукс, Лоуренс Марк, Ричард Сакаи, Кэмерон Кроу), лучшая мужская роль (Том Круз), лучший оригинальный сценарий (Кэмерон Кроу), лучший монтаж (Джо Хатшинг)
- 1997 — премия Гильдии киноактёров США за лучшую мужскую роль второго плана (Кьюба Гудинг-младший), а также две номинации: лучшая мужская роль (Том Круз), лучшая женская роль второго плана (Рене Зеллвегер)
- 1997 — номинация на премию Гильдии сценаристов США за лучший оригинальный сценарий (Кэмерон Кроу)

## Рецензии
- Сильвер Дж. Джерри Мэгуайр (Jerry Maguire) // Рецензии на сайте Мировое Кино Архивная копия от 25 ноября 2010 на Wayback Machine. — 07.09.2008.
- Экслер А. Романтическая трагикомедия «Джерри Магуайер» (Jerry Maguire) // Рецензии Алекса Экслера Архивная копия от 29 сентября 2008 на Wayback Machine. — 07.09.2008. Др.ссылка (недоступная ссылка)